# Laima Zilporytė
Laima Zilporytė, née le 5 avril 1965 à Mediniai, est une coureuse cycliste lituanienne. Elle a participé aux Jeux olympiques de 1988 et 1992. Aux Jeux de 1988, où elle représentait l'URSS, elle a obtenu la médaille de bronze de la course en ligne, derrière la Néerlandaise Monique Knol et l'Allemande Jutta Niehaus. En 1992, représentant la Lituanie, elle a pris la 18e place. Elle a également été championne du monde du contre-la-montre par équipes en 1989, avec l'équipe soviétique.

## Palmarès
- 1987
  - 2e étape du Tour de Norvège
- 1988
  -  Médaillée d'argent du championnat du monde du contre-la-montre par équipes
  -  Médaillée de bronze de la course en ligne des Jeux olympiques
- 1989
  -  Championne du monde du contre-la-montre par équipes
- 1990
  - 6e étape du Tour de la Drôme